# حسین ناجی خیران
حسین ناجی خیران، وزیر دفاع جنبش حوثی‌ها است.